# Pandemia de COVID-19 en Arizona
El primer caso de la pandemia de COVID-19 en Arizona, estado de los Estados Unidos, inició el 26 de enero de 2020. Hay casos 112,690 confirmados y un total de 2.042 fallecidos.

## Cronología

### Enero
El primer caso confirmado de COVID-19 en Arizona fue anunciado por el Departamento de Servicios de Salud de Arizona (ADHS, por sus siglas en inglés) el 26 de enero de 2020. Un estudiante de 20 años de la Universidad Estatal de Arizona (ASU, por sus siglas en inglés), que había viajado a Wuhan, China, el punto de origen del brote, fue diagnosticado con COVID-19 y colocado en forma aislada. Veintiséis días después del diagnóstico inicial y el aislamiento posterior, y después de repetidas pruebas negativas, el estudiante fue liberado del aislamiento y desde entonces se ha recuperado por completo. Este caso fue el quinto caso COVID-19 reportado en general en los Estados Unidos en el momento de la confirmación.

### Marzo
El 6 de marzo, una mujer del condado de Pinal fue diagnosticada con COVID-19. La mujer, de unos 40 años, es trabajadora de la salud y fue hospitalizada en un hospital del área de Phoenix, según el Departamento de Salud Pública del condado de Pinal. Este caso fue el primer caso confirmado en Arizona de propagación comunitaria, o donde se desconoce la fuente de la infección.
El 7 de marzo, el The Arizona Republic informó que un hombre del área de Phoenix de unos 20 años publicó un vídeo en YouTube que decía que había sido diagnosticado con COVID-19 el 3 de marzo después de viajar a París. El diario no nombró al hombre para proteger su privacidad y luego el video fue eliminado de YouTube. Cuando The Arizona Republic se contactó con el hombre a través de Instagram, se negó a comentar, luego deshabilitó el acceso público a su perfil de Instagram. Según su página de LinkedIn, el hombre trabajaba para Riot House, un club nocturno en el suburbio este / noreste de Phoenix de Scottsdale. El 5 de marzo, Riot House anunció en Facebook que un empleado "que tiene una enfermedad contagiosa" visitó el establecimiento alrededor de la medianoche del 1 de marzo, y también había estado dentro de El Hefe, otro establecimiento propiedad de la misma empresa matriz, aproximadamente al mismo tiempo. Riot House dijo que trajeron a una empresa de limpieza profesional de "grado médico" para limpiar a fondo los dos establecimientos según las indicaciones del Departamento de Salud Pública del condado de Maricopa. En el informe de The Arizona Republic, se mencionó que el departamento compartió una declaración en Twitter el 5 de marzo diciendo que habían "entrevistado el caso y contactado a todos los contactos cercanos identificados". El hombre diagnosticado aparentemente se estaba recuperando en el aislamiento del hogar en el último informe.
El representante de Estados Unidos para el congreso del distrito electoral de Arizona Paul Gosar (R-Arizona), anunció el 8 de marzo que él y varios miembros de su personal habían entrado en contacto con una persona que poco después dio positivo por COVID-19. La exposición ocurrió en la Conferencia Anual de Acción Política Conservadora (CPAC), que se celebró en el área de Washington D. C. (Fort Washington, en Maryland) del 26 al 29 de febrero. Gosar y los miembros del personal se aislaron.
El 11 de marzo, Jonathan Nez, presidente de la Nación Navajo (una gran parte de la cual se encuentra en el noreste de Arizona) declaró el estado de emergencia como una medida proactiva para enfrentar la crisis COVID-19.
El presidente de la Universidad Estatal de Arizona, Michael Crow, anunció que la escuela cambiaría a partir del 16 de marzo a la instrucción en línea "siempre que sea posible" por un período de dos semanas por las preocupaciones sobre el virus. Medidas similares también fueron tomadas por la Universidad de Arizona (que anunció que estaba extendiendo su período de vacaciones de primavera en ese momento por dos días adicionales antes de cambiar a la instrucción en línea) y la Universidad del Norte de Arizona. El 20 de marzo, la Universidad de Arizona anunció que las ceremonias de graduación de primavera, programadas para el 15 de mayo, serían canceladas, y en su lugar se proporcionaría una "experiencia de graduación alternativa".
El 17 de marzo, se confirmó el primer caso COVID-19 dentro de la Nación Navajo en un residente de 46 años de Chilchinbito. El 18 de marzo se anunciaron otras medidas, incluidas restricciones a negocios no esenciales en tierras tribales en un esfuerzo por limitar las visitas de turistas externos; Según los informes, tres residentes tribales dieron positivo para COVID-19 a partir del 18. Hasta el 19 de marzo, se identificaron un total de 14 casos dentro de la Nación Navajo, la mayoría de los cuales habían reportado síntomas a la Unidad de Servicio de Salud Indígena Kayenta en Kayenta, Arizona. Otras nueve tribus nativas americanas, de 22 que se encuentran en el estado de Arizona, también habían declarado estados de emergencia aplicables a sus tierras tribales.
El 20 de marzo, ADHS y funcionarios de salud del condado de Maricopa anunciaron la primera muerte en el estado por COVID-19: un hombre del condado de Maricopa de unos 50 años con afecciones de salud subyacentes.
El 30 de marzo, el gobernador Doug Ducey emitió una orden de estadía en el hogar en todo el estado para detener la propagación de la COVID-19, impidiendo que los residentes de Arizona abandonen sus residencias, excepto alimentos, medicamentos y otros elementos esenciales. La orden entró en vigencia al cierre de operaciones el 31 de marzo. El 30 de marzo, la Guardia Nacional de los Estados Unidos construye una estación médica en Chinle, Arizona, para ayudar con el aumento de los casos de COVID-19 en la Nación Navajo.

### Abril
El 29 de abril, el gobernador Ducey anunció una reapertura parcial que comenzará el 4 de mayo con detalles que describen cómo pueden operar algunas empresas no esenciales. El orden de permanencia en el hogar se extendió hasta el 15 de mayo. Las barberías, junto con las uñas y los salones de belleza comenzarían a reabrir el 8 de mayo, mientras que los restaurantes podrían abrir comedores el 11 de mayo.

### Mayo
El 6 de mayo, los investigadores de la Universidad Estatal de Arizona y la Universidad de Arizona recibieron instrucciones de detener su trabajo en un modelo público para COVID-19 en los Estados Unidos. Su modelo había recomendado contra cualquier reapertura antes de finales de mayo. El Departamento de Salud de Arizona también declaró que al equipo de modelaje ya no se le permitiría acceder a conjuntos de datos especiales utilizados para este trabajo.
El 12 de mayo, el gobernador Ducey anunció que la orden de quedarse en casa se levantaría el 15 de mayo y que los gimnasios y las piscinas podrían comenzar a reabrir el 13 de mayo.
El 15 de mayo, la orden de cierre estatal expiró. Hubo 13,169 casos confirmados y 651 muertes relacionadas con COVID-19 en Arizona. El gobernador Ducey declaró que Arizona cumplía con las pautas de la Fase Uno de los Centros para el Control y Prevención de Enfermedades y que a las empresas se les permitiría reabrir con medidas de distanciamiento social. Se permitió la reapertura de los deportes de Grandes Ligas sin fanáticos y solo en ligas que se adhirieran a las pautas de los CDC.
A partir del 16 de mayo, de acuerdo con una orden ejecutiva del gobernador Ducey, a los gobiernos locales no se les permitió instituir requisitos o restricciones relacionados con COVID-19 más allá de las restricciones a nivel estatal. Esto evitó que los gobiernos locales exigieran que las personas usaran máscaras faciales, hasta que el gobernador revocó la orden en junio.

### Junio
El 23 de junio, el presidente Trump realizó un mitin en la mega iglesia de Dream City en Phoenix. Según el diario Politico, la mayoría de los asistentes no usaban máscaras. El 26 de junio, el fiscal general de Arizona, Mark Brnovich, emitió cartas de cese y desistimiento tanto a Clean Air EXP como a Dream City Church con respecto a afirmaciones falsas de que el sistema de purificación de aire instalado en la iglesia podría eliminar el 99% de COVID-19 en diez minutos, a pesar de el sistema no se está probando contra COVID-19.
El 23 de junio, las hospitalizaciones por coronavirus alcanzaron números récord.
El 29 de junio, el gobernador Ducey ordenó que bares, cines y gimnasios se cerraran nuevamente en una reversión parcial de la reapertura del estado. Un retraso en la presentación de informes provocó una anomalía en los números de informes relacionados con nuevos positivos y muertes. Sonora Quest Laboratories presentó 2.454 pruebas positivas, pero no se incluyeron en los números de informes diarios del tablero. El director de ADHS, el Dr. Christ, anunció que Arizona implementaría el Plan de estándares de atención de crisis del estado. Esta es la primera vez que un estado activa su plan de atención de crisis.
El 30 de junio de 2020, 8 ciudades en el Área metropolitana de Phoenix (incluido el propio Phoenix) anunciaron la cancelación de sus eventos de exhibición de fuegos artificiales para reducir la propagación viral, mientras que otras 3 ciudades en la misma área anunciaron la continuación de los eventos de exhibición de fuegos artificiales.

### Julio
El 1 de julio de 2020, Canyon State Academy (anteriormente conocido como Arizona Boys Ranch donde murió Nicholaus Contreraz) anunció que 23 estudiantes y 8 miembros del personal dieron positivo por COVID-19.